# La Vinya del Regalat
La Vinya del Regalat o Bòbila d'en Sargantana és un jaciment prehistòric de Castellar del Vallès, (Vallès Occidental), inclòs a l'Inventari del Patrimoni Arqueològic i Paleontològic de Catalunya.
Es tracta d’un jaciment arqueològic amb cronologia del Neolític Antic Post-cardial fins al Neolític Recent o Calcolític. Les excavacions van començar al 1992 amb el seu descobriment, i van acabar al 2006. Es va poder investigar que es tracta d’un lloc o centre de producció i explotació agrícola.

## Descobriment
Aquest jaciment es va descobrir al novembre de 1992, al camí que va del nucli del Castellar del Vallés a Can Santpere (i Can Casamada), degut a que s'estava eixemplant el camí, per part de José Manuel Méndez, un jove castellarenc. Van començar a aparèixer alguns materials arqueològics, com fragments ceràmics, estelles d’òs i algunes ascles de sílex. El dia següent ho va comunicar als arqueòlegs Joan-Manuel Coll i Riera, Josep-Anton Molina i Vallmitjana i Jordi Buxo i Roig, transferint totes les restes materials trobades. Posteriorment, aquests arqueòlegs es van adreçar al Servei d’Arqueologia de la Generalitat, per sol·licitar una intervenció arqueològica d’urgència.

## Excavacions arqueològiques
Un cop obtingut el permís per excavar, al desembre de 1992, l'estructura fou excavada amb tot un equip de col·laboradors. Primer de tot, es va realitzar una prospecció superficial, per esbrinar altres vestigis arqueològics del voltant, on només es van trobar restes de terrissa vidriada contemporània, fet que va comportar centrar-se només en l'estructura.
Es va obrir una cala de 2x2m i es va aplicar el mètode de coordenades cartesianes, així com tècniques de dibuix i fotografia. Totes les restes arqueològiques es van representar en tres dimensions, com es el cas de fragments ceràmics, material lític i restes arqueozoològiques. El sediment de l'estructura es va garbellar en sec, per poder recollir les restes més petites. No obstant, no anaven amb la intenció de recollir restes orgàniques vegetals, ja que el tipus de terra no feia propici la seva conservació. Tots els materials van analitzar-se específicament.
Des de l'any 2000 al 2006, el Servei d'Anàlisis Arqueològiques de la Universitat Autònoma de Barcelona ha efectuat quatre intervencions de caràcter d'urgència, on es van documentar diferents estructures circulars de la zona reblertes de material arqueològic adscrit al Neolític.

## Estudi dels materials arqueològics
Ceràmics
S'han trobat restes de 98 fragments, que va permetre fer la següent classificació:
- Forma 1 Vaset o Tassa: no és una forma concreta sinó un tipus de recipient amb cos globular i coll recte i alt, es veu un polit a les superfícies.
- Forma 2 Gerra o Tenalla: és un atuell ceràmic de grans dimensions, torna a tenir un cos globular i coll recte, no hi ha cap mena de tractament de la superfície.
Les datacions a les que donen peu aquestes restes ceràmiques són entre el Calcolític Campaniforme i el Bronze antic.
Material lític:
Es troben les següents classificacions:
- Industria lítica: no s'ha fet un estudi, però es troben diferents làmines, ascles i nuclis de sílex, així com un ganivet de sílex.
- Altres materials lítics: Es localitzen un molí de vaivé, 2 fragments de molí i una mà de molí.
Recursos faunístics:
S'han localitzat 121 restes d'arqueofauna. D'aquestes restes, 59 es van poder identificar anatòmicament. Les altres 62 restes s'han identificat a un nivell esquelètic. D'aquestes, es veu la presencia d’ovicaprins, porcs i bovins, encara que l'estat de les restes no permet saber segur si l'espècie domèstica o salvatge de l'animal.
Algunes restes presenten restes de traces d'esquarterament, que podrien formar part de restes alimentàries, per altra banda es localitzen banyes que podrien considerar-se materials de rebuig. 